# Chen Zhifo
Chen Zhifo (xinès simplificat:陈之佛, xinès tradicional: 陳之佛), pintor xinès contemporani nascut el 1896 i mort el 1962. Era originari de Yuyao, província de Zhejiang. Notable artista pintant flors i ocells. Les seves obres es troben repartides en diversos llocs del món. Un descendent, va cedir 91 obres seves a la Xina que es troben al museu de Nanjing.